# 圣伯努瓦拉福雷
圣伯努瓦拉福雷（法語：Saint-Benoît-la-Forêt，法語發音：[sɛ̃ bənwa la fɔʁɛ] ⓘ）是法国安德尔-卢瓦尔省的一个市镇，位于该省西部，属于希农区。

## 地理
圣伯努瓦拉福雷（47°13'14"N, 0°19'21"E）面积35.25 平方千米，位于法国中央-卢瓦尔河谷大区安德尔-卢瓦尔省，该省份为法国中西部省份，北起萨尔特省、东北接卢瓦-谢尔省，东南接安德尔省，南至维埃纳省，西临曼恩-卢瓦尔省。
与圣伯努瓦拉福雷接壤的市镇（或旧市镇、城区）包括：希农、克拉旺莱科托、于姆、里尼-于塞、里瓦雷讷。

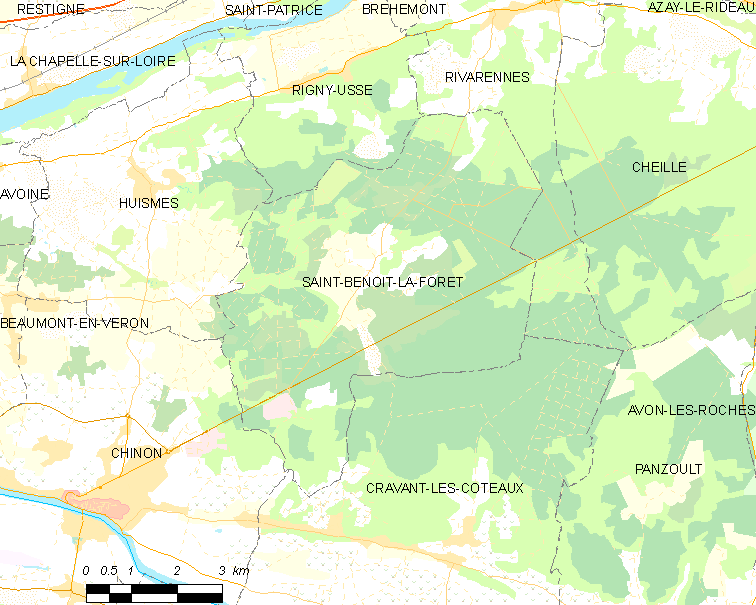
圣伯努瓦拉福雷的OSM定位图

圣伯努瓦拉福雷的时区为UTC+01:00、UTC+02:00（夏令时）。

## 行政
圣伯努瓦拉福雷的邮政编码为37500，INSEE市镇编码为37210。

## 政治
圣伯努瓦拉福雷所属的省级选区为希农县。

## 人口

1962-2008年间圣伯努瓦拉福雷人口变化图示

圣伯努瓦拉福雷于2022年1月1日时的人口数量为848人。